# Бранденбург-Головний
52°24′03″ пн. ш. 12°33′59″ сх. д. / 52.4008° пн. ш. 12.5663° сх. д.
Бранденбург-Головний (нім. Brandenburg Hauptbahnhof) — провідна залізнична станція міста Бранденбург-на-Гафелі, Бранденбург, Німеччина. 
Розташована на залізниці Берлін — Магдебург. 
Значною мірою втратила свою колишню провідну роль у міжміських пасажирських і вантажних перевезеннях, але продовжує обслуговувати регіональні перевезення. Водонапірна вежа на місці колишнього вантажного двору та меморіальна дошка на честь французьких примусових робітників на будівлі вокзалу внесені до списку культурної спадщини. 
Станція була перейменована на Бранденбург-Головний наприкінці Другої світової війни, раніше вона мала назву Бранденбург Rb (Rb від Deutsche Reichsbahn).  
Станція Deutsche Bahn віднесена до категорії 3. 

## Розташування
Станція розташована на 61,3 км залізниці Берлін — Магдебург (розраховується від колишньої станції Берлін-Потсдамський), що прокладена приблизно в напрямку схід-захід. 
Маршрут Бранденбурзької міської залізниці ( нім. Brandenburgischen Städtebahn ) перетинав головну лінію на захід від станції та з’єднувався кривою зі станцією. Станція розташована на південь від центру Бранденбурга.

## Історія
Бранденбург-Головний був відкритий в 1846 році з відкриттям залізниці Берлін–Потсдам–Магдебург 7 серпня 1846 року. 
Бранденбурзька міська залізниця від Троєнбрітцена через Бранденбург до Нойштадт (Доссе) почала діяти в 1904 році. 
Сьогодні лише дистанція між Бранденбургом і Ратеновом все ще використовується. 
Бранденбурзька міська залізниця мала власну станцію під назвою Бранденбург-Нойштадт поруч із Бранденбург-Головний, що пізніше стала частиною Бранденбург-Головний. 
Westhavelländische Kreisbahnen (відкрита в 1901 році та закрита в 1960-х роках) не досягала станції Бранденбург-Головний. 
Кінцева зупинка маршруту в місті Бранденбург була на Кракауер-тор (Краківські ворота) на північному сході міста, гілка пролягала до станції Бранденбург-Альтштадт на Бранденбурзькій міській залізниці.

## Послуги
| Лінія  | Маршрут | Оператор              |
| ------ | --- | --------------------- |
| ICE 10 | Берлін-Головний – Потсдам-Головний – Бранденбург – Магдебург-Головний – Ганновер-Головний – Мінден – Білефельд-Головний– Гютерсло-Головний – Гамм-Головний – Гаген-Головний – Вупперталь-Головний – Кельн-Головний | DB Fernverkehr        |
| IC 56  | Емден-Головний – Бремен-Головний – Ганновер-Головний – Магдебург-Головний – Бранденбург– Потсдам-Головний – Берлін-Головний – Люббен (Шпревальд) – Котбус                                                          | DB Fernverkehr        |
| HBX    | Берлін-Східний – Потсдам – Бранденбург – Гентин – Магдебург – Гальберштадт – Тале-Головний/Гослар | Abellio               |
| RE 1   | Магдебург – Бранденбург – Потсдам – Берлін – Фюрстенвальде (Шпрее) – Франкфурт (Одер) – Айзенхюттенштадт – Котбус                                                                                                  | DB Regio Nordost      |
| RB 51  | Бранденбург – Бранденбург-Альтштадт – Прітцербе – Ратенов | Ostdeutsche Eisenbahn |